# Біск (страва)
Біск  (французька вимова: [bisk] ⓘ ) — це гладкий, кремовий, сильно приправлений суп французького походження, традиційно заснований на процідженому бульйоні (кулі) з ракоподібних. Його можна приготувати з лобстера, лангустина, краба, креветки або раків. Французький біск - один з найпопулярніших супів з морепродуктів у всьому світі. Хоча спочатку це слово застосовувалося до супів з морепродуктів, воно розширилося до позначення будь-якого густого супу, наприклад, томатного або грибного.

## Етимологія
Французька назва bisque може походити від слова Biscay з назви Біскайської затоки.

## Приготування
Біск — це метод вилучення смаку з ракоподібних, недостатньо досконалих для відправки на ринок. В автентичних рецептах мушлі розтирають до стану тонкої пасти і додають (іноді разом із рисом ) для загущення супу. Джулія Чайлд зауважила: «Не змивайте нічого, поки суп не буде готовий, тому що ви будете використовувати той самий посуд неодноразово, і ви не хочете, щоб якісь чудові шматочки смаку зникали в каналізаці». 